# فورد سي 4 كاكتوس
 سيتروين سي 4 كاكتوس هي سيارة من صناعة سيتروين أنتجت في 2014.